# Euptychia hannemanni
Espèce
Euptychia hannemanni est une espèce de papillons de la famille des Nymphalidae et de la sous-famille des Satyrinae et du genre Euptychia.

## Dénomination
Euptychia hannemanni a été décrit par Walter Forster en 1964.

## Biologie

### Plantes hôtes
Les plantes hôtes de sa chenille sont des Selaginella comme pour les autres Euptychia connus.

## Écologie et distribution
Euptychia hannemanni est présent en Colombie.

### Protection
Pas de statut de protection particulier